# La Menace de l'étoile du soir
 (juillet 2013).
La Menace de l'étoile du soir (titre original : Rise of the Evening Star) est le deuxième tome, publié en 2010, de la série de romans Fablehaven créée par Brandon Mull.

## Résumé
Tout commence au collège, quand un kobold (une sorte de gobelin) se fait passer pour un nouvel élève de la classe de kendra. Kendra et Seth utilisent un démon, Olloch le glouton, pour s'en débarrasser. Comme leurs grands-parents croient que la société de l'étoile du soir se sert d'eux et compte peut-être les kidnapper, kendra et Seth retournent à Fablehaven où ils rencontrent 3 Chevaliers de l'aube, Vanessa, Coulter et Tanu.Ces trois derniers aident Kendra et Seth à se protéger des menaces qui les guettent. Ils contribuent également à la recherche de l'artéfact caché dans la réserve... Mais un traître de la société de l'étoile du soir pourrait se trouver parmi eux.